# Paul Trairong Multree
Paul Trairong Multree (ur. 7 września 1976 w Khon Kaen) – tajski duchowny rzymskokatolicki, biskup Surat Thani od 2024. 

## Życiorys
Święcenia kapłańskie przyjął 9 czerwca 2007 i został inkardynowany do diecezji Ratchaburi. Jest związany ze stowarzyszeniem misyjnym Thai Missionary Society. Po dwuletnim stażu wikariuszowskim został misjonarzem w Kambodży, a w latach 2015–2018 odbył w Padwie studia licencjackie z liturgiki duszpasterskiej. W 2019 został rektorem wyższego seminarium stowarzyszenia, a rok później objął też funkcję krajowego dyrektora Papieskich Dzieł Misyjnych. W 2023 został wybrany przełożonym generalnym Thai Missionary Society.
8 lipca 2024 papież Franciszek mianował go biskupem diecezjalnym Surat Thani. Sakry udzielił mu 28 września 2024 biskup senior Surat Thani –  Joseph Prathan Sridarunsil.  